# Carlo Acutis
Carôlô Acutis (3 tháng 5 năm 1991 - 12 tháng 10 năm 2006) là một thiếu niên  Công giáo người Ý.  Cậu được biết đến nhiều nhất qua việc ghi lại các phép lạ Thánh Thể trên khắp thế giới. Cậu đã liệt kê tất cả phép lạ ấy lên một trang web mà chính cậu đã tạo ra trong những tháng trước khi qua đời vì bệnh ung thư máu. Cậu nổi bật vì sự vui vẻ và kỹ năng vi tính cũng như lòng sùng kính sâu sắc đối với Bí tích Thánh Thể, chủ đề cốt lõi trong cuộc đời cậu.
Những lời kêu gọi phong chân phước cho Acutis bắt đầu không lâu sau khi cậu qua đời và trở nên mạnh mẽ vào năm 2013. Sau đó Acutis được tôn xưng là Tôi Tớ của Chúa (13 tháng 5 năm 2013) - giai đoạn đầu tiên trong tiến trình tuyên phong hiển thánh.   Giáo hoàng Phanxicô đã tuyên bố Acutis là Đấng Đáng Kính vào ngày 5 tháng 7 năm 2018; chính ông cũng đã chấp thuận một phép lạ do cậu thực hiện, việc này đã dẫn đến việc phong chân phước cho Acutis.
Acutis nổi tiếng với sự vui vẻ, kỹ năng máy tính và lòng tận hiến với Bí tích Thánh Thể, điều trở thành đề tài chính của cuộc đời cậu. Cậu đã được Đức Thánh Cha Phanxicô phong làm "Tông đồ cho Giới trẻ" vào ngày 10 tháng 10 năm 2020.
Acutis đã được phong chân phước tại Vương cung thánh đường Giáo hoàng Thánh Phanxicô Assisi vào thứ Bảy, ngày 10 tháng 10 năm 2020, lúc 4 giờ 30 phút chiều, do Đại diện Giáo hoàng là Hồng y Agostino Vallini chủ sự.
Vào ngày 23 tháng 5 năm 2024, Đức Thánh Cha Phanxicô công nhận một phép lạ thứ hai từ Acutis, mở đường cho việc phong tuyên thánh đầu tiên của một người thuộc thế hệ millennial trong Hội Thánh Công giáo.

## Cuộc sống
Carôlô Acutis được sinh ra tại London vào giữa năm 1991, là con của ông Andrea Acutis và bà Antonia Salzano.
Cha mẹ cậu làm việc ở London nhưng sau đó định cư ở Milan không lâu sau khi con trai họ chào đời vào tháng 9 năm 1991.  Khi còn nhỏ, cậu đã sùng kính Đức Maria và thường xuyên đọc kinh Mân Côi như một dấu hiệu của lòng sùng kính đối với Mẹ.  Cậu là người siêng năng chịu Mình Thánh Chúa từ khi rước lễ lần đầu (lúc 7 tuổi tại tu viện S.Ambrogio ad Nemus) và đã cố gắng trước hoặc sau Thánh lễ đến suy ngẫm trước nhà tạm. Acutis cũng xưng tội mỗi tuần một lần. Những người xung quanh đều biết cậu có niềm đam mê với máy tính. Cậu học tập ở Milan và học trung học với các tu sĩ Dòng Tên tại Istituto Leone XIII.
Cậu cũng chọn một số mẫu gương làm kim chỉ nam cho cuộc sống của mình:
- Thánh Phanxicô Assisi
- Thánh Francisco và Jacinta Marto (trong thời của Acutis vẫn còn là Chân phước)
- Thánh Dominic Savio
- Thánh Tarcisius
- Thánh Bernadette Soubirous

Acutis lo lắng về những người bạn của cậu có cha mẹ ly hôn và cậu đã mời những người bạn đó đến nhà để hỗ trợ họ. Cậu bảo vệ quyền của người khuyết tật và bảo vệ các bạn đồng trang lứa khuyết tật ở trường khi những kẻ bắt nạt chế nhạo họ. Cậu thích đi du lịch nhưng thích đến thăm Assisi hơn những nơi khác.
Cậu mắc bệnh ung thư máu và đã dâng nỗi đau của mình cho Giáo hoàng Benedict XVI và cả Giáo hội Hoàn vũ, trong đó cậu nói rằng "Con xin dâng tất cả những đau khổ mà con sẽ phải gánh chịu cho Chúa, cho Giáo hoàng và Giáo hội". Cậu đã nhờ cha mẹ đưa đi hành hương đến các địa điểm của tất cả các phép lạ Thánh Thể được biết đến trên thế giới, nhưng sức khỏe ngày càng tồi tệ của cậu đã ngăn cản điều này xảy ra. Niềm đam mê với máy tính đã khiến Acutis lập ra một trang web dành riêng cho việc biên mục cẩn thận từng phép màu được biết đến và cậu đã làm được điều này vào năm 2005 (cậu đã lập danh mục từng trường hợp từ khi mới 11 tuổi). Cậu thích các sáng kiến của Chân phước Giacomo Alberione trong việc sử dụng các phương tiện truyền thông để truyền giáo và loan báo Tin Mừng. Cậu định làm điều này với trang web mà cậu đã tạo ra. Acutis cũng thích biên tập phim và truyện tranh.  Trên website của cậu, Acutis đã nói: "chúng ta càng lãnh nhận nhiều Thánh Thể, chúng ta sẽ càng trở nên giống như Chúa Giêsu, để trên Trái Đất này, chúng ta sẽ có cảm giác về thiên đàng".
Bác sĩ điều trị hỏi cậu có đau nhiều không và Acutis trả lời rằng: "Có những người còn đau khổ nhiều lần hơn cháu".  Cậu mất ngày 12 tháng 10 năm 2006 lúc 6:45 sáng vì bệnh bạch cầu cấp thể M3 và cậu được chôn cất tại Assisi theo nguyện vọng của mình.
Cả Đức Giám mục Raffaello Martinelli và Đức Hồng y Angelo Comastri đã giúp tổ chức một cuộc triển lãm ảnh lưu động về tất cả các địa điểm làm phép lạ Thánh Thể để vinh danh cậu. Triễn lãm này đã đi đến hàng chục quốc gia khác nhau trên khắp năm châu.

## Phong chân phước
Hội đồng Giám mục Lombard đã chấp thuận đơn thỉnh cầu phong thánh được đưa ra tại một cuộc họp vào năm 2013.  Việc mở đầu cuộc điều tra cấp giáo phận được tổ chức vào ngày 15 tháng 2 năm 2013 với Đức Hồng y Angelo Scola khai mạc tiến trình và sau đó kết thúc vào ngày 24 tháng 11 năm 2016. Lời giới thiệu chính thức về nguyên nhân phong thánh diễn ra vào ngày 13 tháng 5 năm 2013 và Acutis được phong thành Tôi tớ của Chúa. Đức Thánh Cha Phanxicô đã xác nhận đời sống nhân đức anh hùng của Acutis vào ngày 5 tháng 7 năm 2018 và phong cậu là Đấng Đáng kính.
Các chuyên gia y tế đã xác nhận một phép màu được cho là do Acutis thực hiện vào ngày 14 tháng 11 năm 2019. Đức Thánh Cha Phanxicô đã xác nhận phép lạ này trong một sắc lệnh vào ngày 21 tháng 2 năm 2020 cho phép Acutis được phong chân phước tại Assisi vào năm 2020.
Acutis được phong chân phước tại Vương cung Thánh đường Giáo hoàng Thánh Phanxicô Assisi vào Thứ Bảy, ngày 10 tháng 10, lúc 4 giờ 30 phút chiều. Do Đức Hồng y Agostino Vallini chủ sự.
Cáo thỉnh viên hiện tại cho án phong thánh của Acutis là Tiến sĩ Francesca Consolini.

## Cuộc Sống Đầu Đời

### Sinh và rửa tội
Carlo Acutis sinh ra ở Luân Đôn, Anh, vào ngày 3 tháng 5 năm 1991, là con của ông Andrea Acutis và bà Antonia Salzano, thuộc một trong những gia đình giàu có ở Ý. Gia đình cha cậu làm việc trong ngành bảo hiểm Ý, và mẹ cậu điều hành một công ty xuất bản. Bà cố ngoại của Acutis sinh ra ở Mỹ và xuất thân từ một gia đình địa chủ ở New York.
Lễ rửa tội của cậu diễn ra vào ngày 18 tháng 5 năm 1991 tại Nhà thờ Đức Mẹ Dolors, Chelsea. Ông nội của Acutis, Carlo, là cha đỡ đầu của cậu; và bà ngoại của Acutis, Luana, là mẹ đỡ đầu của cậu. Cả cha và mẹ của Acutis đều không theo đạo.

### Chuyển đến Ý
Cha mẹ của Acutis làm việc tại London và Đức trước khi cậu sinh ra, và chuyển đến Milan ngay sau đó vào tháng 9 năm 1991. Họ làm việc cho công ty của gia đình còn cậu được chăm sóc bởi một người vú em người Ireland.
Ngoài một vài lần đến trung tâm giữ trẻ, phần lớn việc chăm sóc ban đầu cho Acutis đều đến từ các bảo mẫu. Trong một lần đến nhà trẻ, cậu bị những đứa trẻ khác bắt nạt. Một bảo mẫu người Ba Lan cho rằng cậu quá tử tế nên đã cố dạy cậu đặt ra giới hạn, để những đứa trẻ khác không lấy đồ chơi của cậu. Acutis đã trả lời: "Chúa Giêsu sẽ không vui nếu cháu mất bình tĩnh."
Vào mùa hè, Acutis sẽ ở với nhà ngoại ở Centola. Sau khi dành cả ngày ở bãi biển, cậu sẽ cùng một số phụ nữ lớn tuổi đến nhà thờ giáo xứ địa phương để lần hạt Mân côi. Gia đình cậu cũng sở hữu một chiếc tàu ở Santa Margherita Ligure, gần Vương cung thánh đường Thánh Margaret của Antiochia.

### Những năm tháng đi học
Acutis' theo học trường tiểu học đầu tiên vào tháng 9 năm 1997, Học viện San Carlo ở Milan; nhưng vì trường học quá xa nhà nên ba tháng sau, cậu chuyển đến Học viện Marcelline Tommaseo, do các Nữ tu Thánh Marcellina điều hành.
Trong những chuyến đi đến trường, anh đặc biệt quan tâm đến những người nước ngoài chăm sóc những ngôi nhà khác nhau dọc theo tuyến đường của anh;   học tên của họ và dừng lại để chào đón họ mỗi sáng.
Sau khi hoàn thành chương trình trung học cơ sở, Acutis tiếp tục theo học tại trường trung học Dòng Tên Instituto Leone XIII.
Mặc dù là một học sinh trung bình nhưng anh thích đọc sách và theo đuổi các lĩnh vực học thuật khác một cách độc lập, bao gồm khoa học máy tính và tự học saxophone. Acutis còn có một gia sư giúp anh làm bài tập về nhà và theo anh đến nhà thờ.
Bên ngoài trường học, Acutis tình nguyện giúp đỡ những người vô gia cư và nghèo khổ. Cậu cũng thích phim, biên tập truyện tranh và chơi trò chơi điện tử.
Acutis phải đấu tranh với cân nặng của mình, cậu thường hay ăn quá nhiều Nutella. Để hy sinh hãm mình, cậu kiêng đồ ngọt hoặc những bộ phim mình yêu thích, vì cậu ngưỡng mộ sự nghèo khó của dòng Phanxicô và tìm cách noi gương họ.

### Lòng tốt và sự tử tế
Acutis là một người yêu thiên nhiên. Vì cậu thường nhặt rác bên ngoài nên bố đã mua cho cậu một thiết bị để nhặt rác khi đi bộ đường dài, để Acutis không nhét đầy rác và tàn thuốc vào túi. Khi ở bãi biển, cậu đã sử dụng thuyền bơm hơi, ống thở và vây bơi để vớt rác dưới biển.
Cũng là người yêu động vật, Acutis rất tức giận khi gặp những thanh niên giẫm lên thằn lằn. Ở nhà, cậu có hai con mèo, bốn con chó và một con cá, nhưng cậu vẫn luôn xin bố mẹ nhận nuôi mọi con vật đi lạc mà cậu tìm thấy.
Về mặt xã hội, Acutis lo lắng cho những người bạn của cậu có bố mẹ đang ly thân và ly hôn nên đã mời họ đến nhà để hỗ trợ. Khi cậu chứng kiến hai người bạn cùng trường đánh nhau, Acutis đã mời họ về nhà sau giờ học để giúp họ hòa giải.
Cậu cũng bảo vệ các bạn học cùng trường khi họ bị các học sinh khác bắt nạt. Cậu đã lên tiếng bênh vực những cô gái bị huýt sáo trêu ghẹo (wolf-whistled) hoặc bị quấy rối, và trách móc những bạn nam làm như vậy.
Vào những buổi tối, Acutis thường nhờ bà làm đồ ăn nhẹ cho một người đàn ông ăn xin ở công viên gần nhà. Khi giao đồ ăn, Acutis cũng đưa cho người ăn xin một ít tiền tiêu vặt để mua cà phê vào buổi sáng. Một năm nọ, khi ông bà tặng cho cậu một số trò chơi nhân dịp sinh nhật, Acutis đã đến thăm các tu sĩ dòng Capuchin ở Milan để quyên góp cho những trẻ em không có đồ chơi.

## Cuộc sống gia đình
Mẹ của Acutis, Antonia lớn lên trong một gia đình không tôn giáo. Bà được thêm sức khi đang học đại học và kết hôn trong nhà thờ, nhưng bà không tham dự Thánh lễ trước khi Acutis chào đời. Đức tin của con trai bà và những câu hỏi dai dẳng của cậu đã đưa bà trở lại với đức tin. Điều đó cũng tương tự với cha cậu. Antonia được yêu cầu và đồng ý hướng dẫn một lớp giáo lý sau khi Acutis rước lễ lần đầu, mặc dù bà cảm thấy không đủ tư cách để làm việc đó.
Trong suốt cuộc đời mình, Carlo vẫn luôn là con một, và người anh họ của cậu - Flavia - là người bạn thân nhất. Gia đình Acutises đã thuê một người nhập cư Bà la môn từ Ấn Độ, Rajesh Mohur, để làm việc cho gia đình. Mohur và Acutis đã trở thành bạn bè. Theo thời gian, sau khi trò chuyện với Acutis về Cơ đốc giáo, Mohur đã mong muốn được rửa tội. Một người bạn của Mohur, Seeven Kistnen, cũng đã cải đạo và được rửa tội sau khi gặp Acutis và nghe cậu nói về đức tin. Mẹ của Mohur, đến thăm từ Mauritius, đã tham dự Thánh lễ với Mohur và Acutis, cậu cũng đã nói chuyện với bà rất lâu sau đó, và bà cũng yêu cầu được rửa tội.
Gia đình Acutis đôi khi mời các linh mục đến ăn tối, trong đó có một Đấng cấp cao của Bộ Giáo lý Đức tin.Gia đình cũng hỗ trợ học bổng cho những sinh viên có hoàn cảnh khiêm tốn để họ có thể theo học tại Học viện Giáo hoàng Đông phương và Học viện Kinh thánh Giáo hoàng.
Mặc dù Acutis thích du lịch và đã đến thăm một số quốc gia khác nhau, thị trấn Assisi vẫn là nơi yêu thích của cậu. Bố mẹ cậu đã mua một ngôi nhà thứ hai trong thành phố.
Mặc dù Acutis được coi là một thiên tài máy tính, cha mẹ cậu không có nhiều kỹ năng như vậy và nói rằng họ không biết cách thiết lập quyền kiểm soát của phụ huynh trên máy tính của cậu. Họ không thể có thêm con cái trong suốt thời gian cậu còn sống, mặc dù muốn và đã tìm kiếm hỗ trợ y tế. Đúng bốn năm sau ngày cậu mất, mẹ cậu, Antonia, khi đó 44 tuổi, đã sinh đôi, Michele và Francesca. Bà được cho rằng sự kiện này là nhờ sự can thiệp của con trai mình.

## Giáo dục tôn giáo và lòng sùng đạo
Khi Acutis được ba tuổi, ông ngoại cậu, Antonio Salzano, qua đời. Vài ngày trước đó, cậu đã có mặt khi ông ngoại được lãnh nhận bí tích Xức Dầu Bệnh Nhân. Người ta nói rằng ông ngoại đã hiện ra với cậu trong một giấc mơ và nhờ cầu nguyện. Ngay sau khi ông mất, Acutis đã mặc chiếc áo khoác của mình và yêu cầu được đưa đến nhà thờ, trong lúc bà ngoại đang trông cậu. Khi bà hỏi cậu tại sao, cậu nói rằng, cậu muốn cầu nguyện cho ông ngoại của mình, người mà cậu tuyên bố là "đã đi gặp Chúa Jesus". Khi Acutis thể hiện sự quan tâm đến việc thực hành Công giáo, những câu hỏi của cậu đã được người trông trẻ người Ba Lan của gia đình trả lời.

### Đời sống giáo xứ
Khi Acutis 12 tuổi, cậu trở thành giáo lý viên tại giáo xứ của mình, Santa Maria Segreta. Vào thời điểm đó, cấu trúc dạy giáo lý của Ý thường dựa vào các trưởng nhóm trẻ trong các nhóm thanh thiếu niên giới trẻ, thay vì người lớn, để truyền đạt giáo dục tôn giáo cho các bạn đồng trang lứa. Linh mục giáo xứ của Acutis đã nói về cậu rằng:
Carlo là một cậu trai trẻ có tính cách trong sáng đặc biệt. Cậu ấy thực sự muốn tiến bộ trong việc yêu thương cha mẹ, Chúa, bạn học và những người ít yêu thương cậu ấy hơn. Cậu ấy muốn nỗ lực thực hành việc học tập để tự giáo dục bản thân trong lớp giáo lý cũng như trong trường học và khoa học máy tính.

### Lãnh Nhận Bí tích
Vào ngày 16 - 06 - 1998, khi được bảy tuổi, Acutis đã Rước lễ lần đầu tại tu viện Sant'Ambrogio ad Nemus, Milan. Acutis cũng thường xuyên rước lễ và tham dự Chầu Thánh Thể. Cậu đã được thêm sức năm năm sau đó vào ngày 24 tháng 5 năm 2003 tại Nhà thờ Santa Maria Segreta.

### Hành hương
Trong thời gian ở Meteora, Acutis đã đến thăm một nhà thờ Chính thống giáo Đông phương, gặp các tu sĩ và chứng kiến các tín đồ hôn các icon trên iconostasis. Acutis đã đến thăm Lourdes, Pháp lần đầu tiên vào tháng 02 năm 2005. Năm sau, vào tháng 2 năm 2006, cậu đã đến Bồ Đào Nha để thăm Đền thờ Phép lạ Thánh thiện nhất của Santarém và Đền thờ Đức Mẹ Fatima, lần cuối cùng.
Cha của cậu đã từng đề xuất rằng cả gia đình sẽ đến thăm Đất Thánh, nhưng Acutis trả lời rằng cậu muốn ở lại Milan hơn: "Tại sao phải đến nơi Chúa Jesus đã ở cách đây 2.000 năm, trong khi Ngài đang ở ngay đây và bây giờ?" Thay vào đó, cậu thích hành hương đến từng nhà thờ ở Milan. Cậu đã tham dự Cuộc họp Rimini năm 2002 cùng với cha mẹ mình.

### Sự sùng kính đối với các vị thánh
Acutis quan tâm đến cuộc đời của các vị thánh, đặc biệt là Phanxicô thành Assisi, Francisco và Jacinta Marto, Dominic Savio, Tarcisius, Bernadette Soubirous, và Mary Magdalene de' Pazzi. Người ta nói rằng cậu thường xuyên cầu nguyện với thiên thần hộ mệnh của mình và thể hiện lòng sùng kính đặc biệt đối với Tổng lãnh thiên thần Michael.

## Trang web
Những người xung quanh coi cậu là một "computer geek" vì niềm đam mê và kỹ năng của cậu với máy tính và internet. Cậu có kỹ năng sử dụng Dreamweaver, Java, C++ và Ubuntu. Cậu cũng thường giúp đỡ người khác các vấn đề về kỹ thuật.
Khi 14 tuổi, cha xứ của Acutis đã yêu cầu cậu tạo một trang web cho giáo xứ của mình, Santa Maria Segreta ở Milan. Sau đó, một cha xứ tại trường trung học của cậu đã yêu cầu cậu tạo một trang web để thúc đẩy hoạt động tình nguyện. Với công việc này, Acutis đã giành chiến thắng trong cuộc thi toàn quốc có tên "Sarai volontario" (Bạn sẽ là một tình nguyện viên).

### Phép lạ Thánh Thể
Với mong muốn truyền bá đức tin cho thế hệ trẻ, Acutis đã nỗ lực tạo ra một trang web chuyên lập danh mục các phép lạ Thánh Thể được báo cáo trên thế giới và duy trì danh sách các lần Đức Mẹ hiện ra được Giáo hội Công giáo chấp thuận.
Cậu thích các sáng kiến của Chân phước Giacomo Alberione trong việc sử dụng phương tiện truyền thông để truyền bá và công bố Phúc âm, và đã có mục tiêu sẽ làm như vậy với trang web của riêng mình. Acutis đã tạo trang web vào năm 2004 và cập nhật trong hai năm rưỡi, với sự tham gia của toàn bộ gia đình cậu vào dự án. Triển lãm được công bố vào ngày 4 tháng 10 năm 2006, Lễ Thánh Phanxicô, chỉ vài ngày trước khi cậu qua đời. Vì phải nằm viện, Acutis không thể tham dự buổi ra mắt triển lãm của mình tại Nhà thờ San Carlo Borromeo ở Rome. Triển lãm cũng được trình bày tại trường trung học của cậu, Học viện Leo XIII.
Người ta nói rằng Acutis đã ngưỡng mộ các thiết kế của các thương hiệu xe hơi Ý Lancia, Ferrari và Maserati. Sau khi tham dự Cuộc họp Rimini, diễn ra gần các nhà máy sản xuất xe hơi, cậu bắt đầu tự hỏi tại sao Giáo hội không thể giới thiệu Chúa Kitô và Giáo hội một cách tốt hơn.

## Những ngày cuối cùng

### Ốm bệnh
Vào ngày 01 tháng 10 năm 2006, Acutis bị viêm họng. Cha mẹ đưa cậu đến gặp bác sĩ và được chẩn đoán là viêm tuyến mang tai và mất nước, một bác sĩ khác, cũng là một người bạn của gia đình, đã xác nhận điều này. Vài ngày sau, cơn đau của Acutis trở nên tồi tệ hơn và cậu có máu trong nước tiểu. Đến Chủ Nhật, ngày 08 tháng 10, Acutis quá yếu để có thể ra khỏi giường để đi lễ.
Acutis được đưa đến một phòng khám chuyên về các bệnh về máu và được chẩn đoán mắc bệnh bạch cầu cấp tính cấp tính. Anh ấy có rất ít cơ hội hồi phục. Anh ấy được đưa vào phòng chăm sóc đặc biệt và đeo mặt nạ phòng độc. Sau một đêm mất ngủ, Acutis được chuyển đến Bệnh viện San Gerardo phía bắc Milan, một trong ba bệnh viện duy nhất ở Ý được trang bị để điều trị tình trạng của anh.
Các nhân viên bệnh viện đã gọi linh mục giúp họ đến và đã thực hiện nghi thức xức dầu bệnh nhân. Khi một y tá vào chăm sóc Acutis, Acutis đã yêu cầu cô ấy không đánh thức cha mẹ cậu vì họ đã rất mệt và cậu không muốn làm họ lo lắng thêm nữa.
Acutis dâng sự đau khổ của mình cho Đức Giáo hoàng Benedict XVI và Giáo hội Công giáo, cậu nói rằng: "Con dâng lên Chúa những đau khổ mà con sẽ phải chịu vì Đức Giáo hoàng và vì Giáo hội." Các bác sĩ điều trị căn bệnh cuối cùng của cậu đã hỏi cậu rằng cậu có đau đớn nhiều không, và cậu trả lời, "Có những người đau khổ hơn cháu nhiều". Những lời cuối cùng cậu nói với mẹ mình là:
Mẹ ơi, đừng sợ. Từ khi Chúa Giêsu trở thành người, cái chết đã trở thành con đường dẫn đến sự sống, và chúng ta không cần phải trốn chạy nó. Chúng ta hãy chuẩn bị để trải nghiệm điều gì đó phi thường trong cuộc sống vĩnh hằng. 

### Ra đi và tang lễ
Acutis rơi vào tình trạng hôn mê và được đưa đến phòng chăm sóc đặc biệt, nơi cậu được điều trị làm sạch máu. Sau khi xuất huyết não, đã có thông báo là cậu bị chết não vào ngày 11 tháng 10, cậu được 15 tuổi. Acutis qua đời vào ngày hôm sau, ngày 12 - 10 - 2006, lúc 6:45 chiều.
Cha mẹ đã đưa thi thể cậu về nhà, nơi mọi người đã đến viếng trong bốn ngày để tỏ lòng thành kính cuối cùng. Nhiều người lạ đã tham dự đám tang của cậu, bao gồm những người trẻ đã từ bỏ Nhà thờ, và nhiều người đã quay trở lại để tham dự Thánh lễ tưởng niệm ba tháng sau đó. Hội Những người bạn của Carlo Acutis được thành lập để tổ chức các Thánh lễ cầu hồn hàng năm.

### An nghỉ ở Assisi

Lăng mộ của Carlo Acutis tại Đền thờ Spoliation ở Assisi, Ý

Mong muốn cuối cùng của Acutis là được chôn cất tại Assisi. Vào ngày 6 tháng 4 năm 2019, thi hài của cậu được đưa đến Thánh địa Spoliation và được tôn kính tại nơi an nghỉ cuối cùng. Qua đêm, đoàn rước dừng lại tại Nhà thờ San Rufino và ca đoàn giáo phận. hát bài Non io, ma Dio, ("Không phải tôi, mà là Chúa"), một bài thánh ca được Marco Mammoli đặc biệt sáng tác cho dịp này.

## Di sản
Sau khi Giáo hội Công giáo công nhận một phép lạ vào năm 2020 được cho là do sự chuyển cầu của Acutis, Antonia đã nói với báo chí rằng con trai bà đã hiện ra với bà trong giấc mơ và nói rằng cậu không chỉ được phong chân phước mà còn được phong thánh trong tương lai.
Một trang web đã được tạo ra cho mục đích phong thánh của cậu. Những trang web khác được tạo ra cho các nhà giáo dục, thanh thiếu niên và các nhóm cầu nguyện, và cho mỗi trong bốn cuộc triển lãm mà cậu đã truyền cảm hứng.

### Triển lãm ảnh về phép lạ Thánh Thể
Để tưởng nhớ Acutis, các Giám mục Raffaello Martinelli và Angelo Comastri đã giúp tổ chức triển lãm ảnh lưu động về tất cả các địa điểm phép lạ Thánh Thể. Kể từ đó, triển lãm đã đi đến hàng chục quốc gia khác nhau trên năm châu lục.
Phần mở đầu cho phiên bản in của triển lãm được viết bởi Hồng y Angelo Comastri và đã được dịch sang 18 ngôn ngữ. Triển lãm đã được đưa đến hơn 10.000 địa điểm, bao gồm các nhà thờ, cung điện quốc hội, câu lạc bộ thanh niên và các trung tâm tiếp đón. Triển lãm cũng đã được mang đến lễ phong thánh cho Francisco và Jacinta Marto tại Fatima, Bồ Đào Nha.

### Giáo Xứ Chân Phước Carlo Acutis
Vào ngày 15 - 12 - 2020, theo các quy định của Luật Giáo Hội, Tổng Giám mục Bernard Longley đã thành lập một giáo xứ mới trong Tổng giáo phận Birmingham, Anh, dưới sự bảo trợ của Chân phước Carlo Acutis. Giáo xứ này bao gồm ba nhà thờ là Thánh Phêrô & Phaolô, Thánh Micae và Thánh Bernadette tại Wolverhampton. Vào tháng 07 năm 2021, các giáo xứ Thánh Gioan Berchmans ở Logan Square, Chicago, và Thánh Hedwig ở Bucktown đã hợp nhất dưới sự bảo trợ của Chân phước Carlo Acutis.

### Tượng, khen ngợi và chuyển thể
Vào tháng 04 năm 2022, bức tượng Acutis có kích thước bằng người thật đầu tiên ở Vương quốc Anh đã được dựng lên tại Carfin Grotto, North Lanarkshire, Scotland.

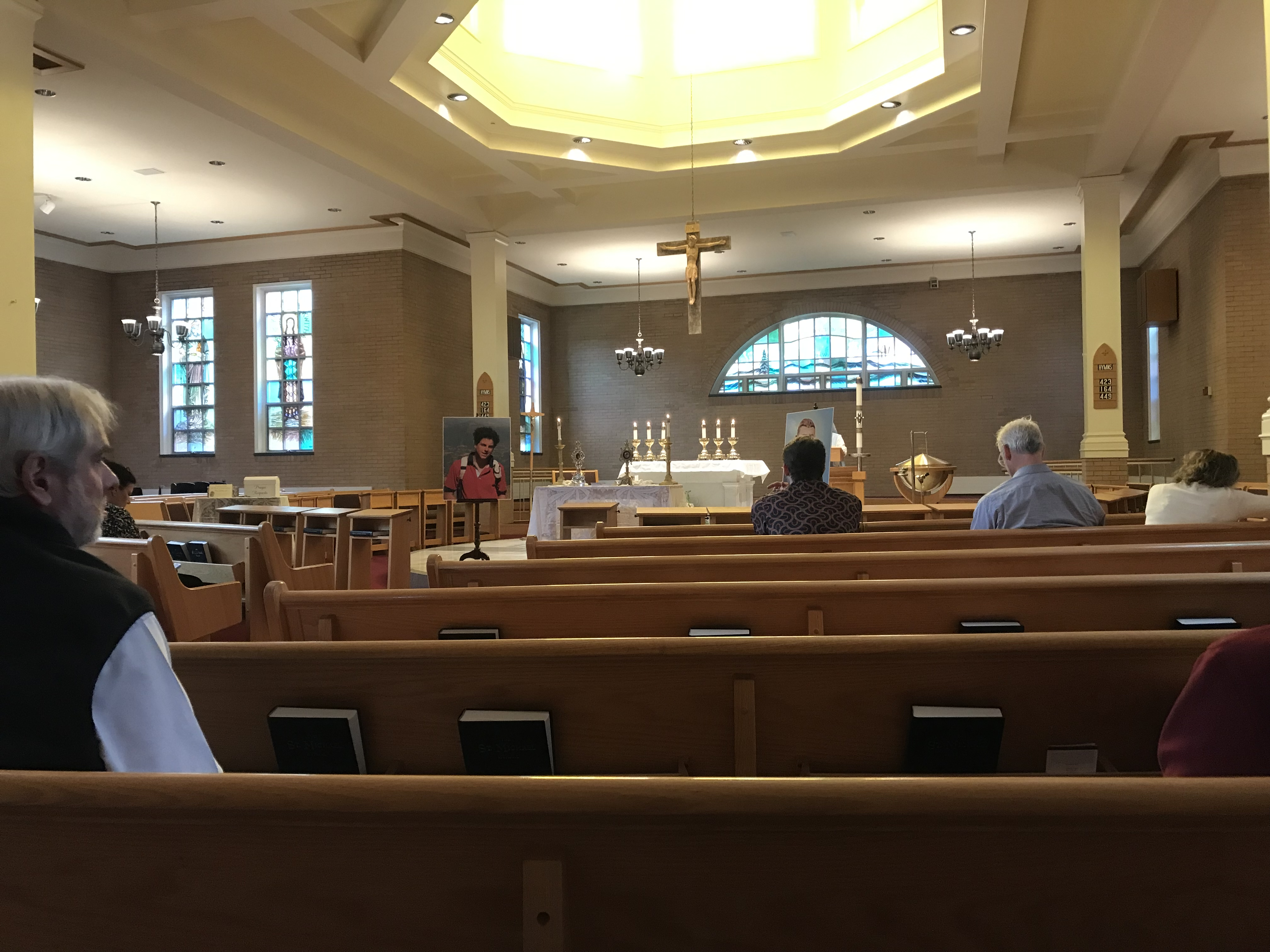
Relics of Blessed Carlo Acutis and Saint Manuel González García visiting the St. Clement Chapel at Dartmouth College

Acutis đã từng nói, "Tất cả chúng ta sinh ra đều là bản gốc, nhưng nhiều người trong chúng ta chết như những bản sao." Trong văn kiện kết thúc Thượng Hội Đồng Giám Mục về Giới Trẻ năm 2018, Đức Giáo hoàng Phanxicô đã sử dụng cụm từ này và ca ngợi cậu như sau:
Carlo đã không rơi vào cái bẫy. Cậu nhận ra rằng nhiều bạn trẻ, dù có vẻ như khác biệt, thì cuối cùng, thực ra lại giống nhau, vì họ chạy theo những gì mà những người có nhiều quyền lực đã áp đặt lên họ, qua các cơ chế tiêu dùng và sự mê muội. Chính vì vậy, các bạn trẻ đã không để những món quà mà Chúa đã trao tặng cho họ chảy vào cuộc sống của mình. Họ không mang đến cho thế giới những món quà cá nhân và sự độc đáo mà Chúa đã gieo vào mỗi người trong số họ..

Đức Phanxicô cũng gọi Acutis là hình mẫu cho những người sống cuộc sống bình thường để lớn lên trong sự thánh thiện. Di tích của Carlo Acutis, cùng với triển lãm ảnh phép lạ Thánh Thể của cậu, đã được lưu diễn khắp thế giới.
Các tác phẩm chuyển thể từ câu chuyện cuộc đời của Acutis bao gồm truyện tranh và trò chơi điện tử. Do là một game thủ trong cuộc sống, cậu được gọi là "game thủ thánh thiện đầu tiên".

## Phong chân phước

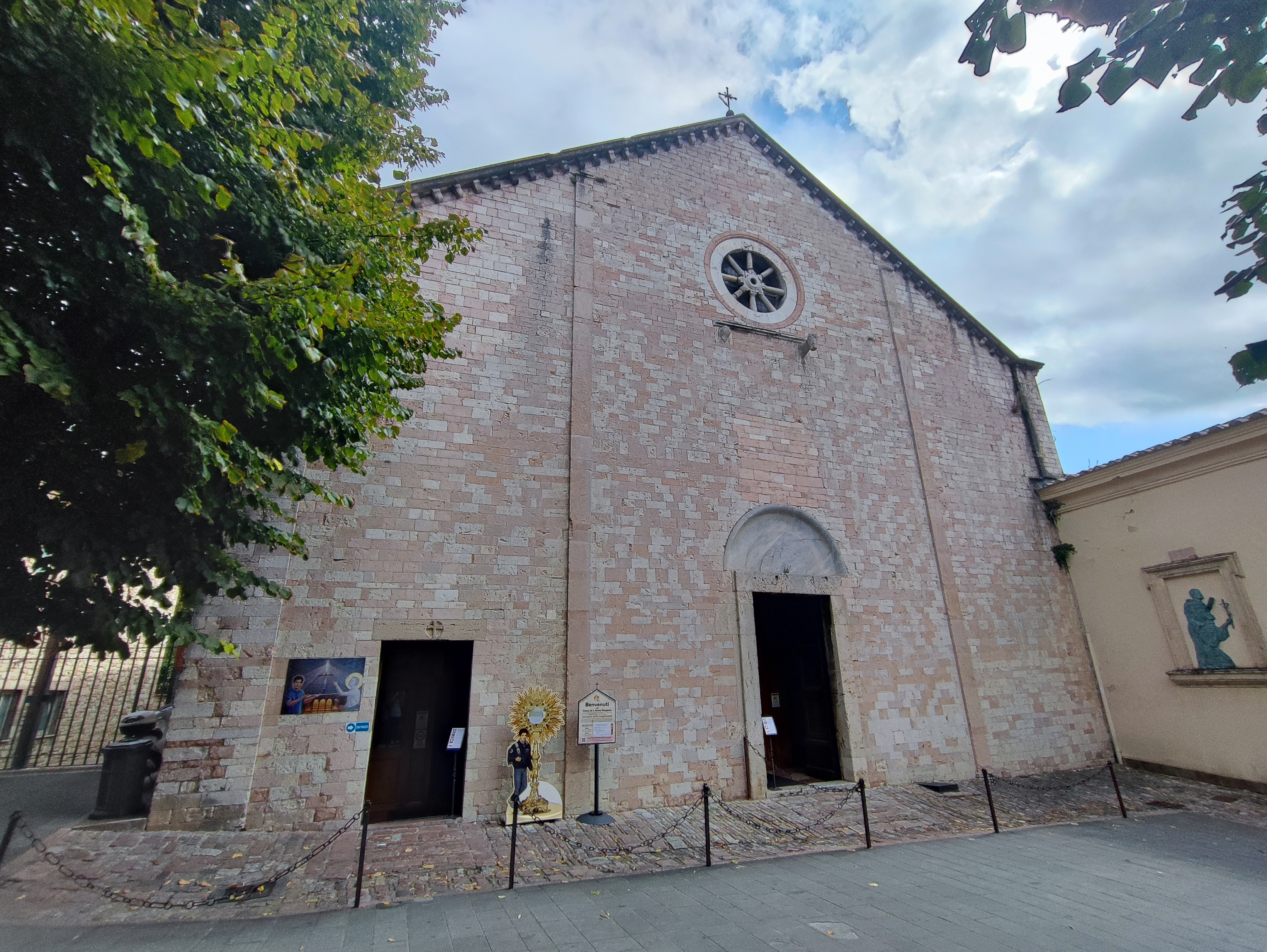
Santa Maria Maggiore, Assisi, Nơi chôn cất Acutis

Cuộc kêu gọi phong thánh cho Carlo Acutis bắt đầu không lâu sau khi cậu qua đời. Vào ngày 12 tháng 10 năm 2012, nhân kỷ niệm thứ sáu năm ngày mất của cậu, Tổng giáo phận Milan đã mở quy trình phong thánh.
Chiến dịch này đã thu hút được sự quan tâm vào ngày 13 - 05 - 2013, khi Hội đồng phong Thánh (Congregation for the Causes of Saints) phát hành một bản nihil obstat, tuyên bố không có gì ngăn cản quy trình này tiến tới. Cậu sau đó được phong là "Người tôi tớ của Chúa", giai đoạn đầu tiên trong con đường hướng tới thánh hóa.  Hội nghị Giám mục Lombardy đã phê duyệt đơn kiến nghị để tiến hành quy trình phong thánh chính thức trong một cuộc họp vào năm 2013.
Việc mở cuộc điều tra giáo phận đã được tổ chức vào ngày 15 - 02 - 2013, với Hồng y Angelo Scola khởi xướng quy trình và kết thúc vào ngày 24 - 11 - 2016. Scola nói rằng Acutis không được gọi để trở thành "một ngôi sao điện ảnh, mà là một ngôi sao trên Thiên Đàng" và rằng Acutis là "một kho báu mới trong giáo hội Ambrosian". Buổi giới thiệu chính thức cho quy trình phong Thánh diễn ra vào ngày 13 - 05 - 2013, và Acutis được mang danh hiệu "Người tôi tớ của Chúa". Giáo hoàng Francis sau đó xác nhận cuộc sống của cậu là một ví dụ về đức hạnh anh hùng vào ngày 05 - 07 - 2018, tuyên bố cậu là Đấng đáng kính.

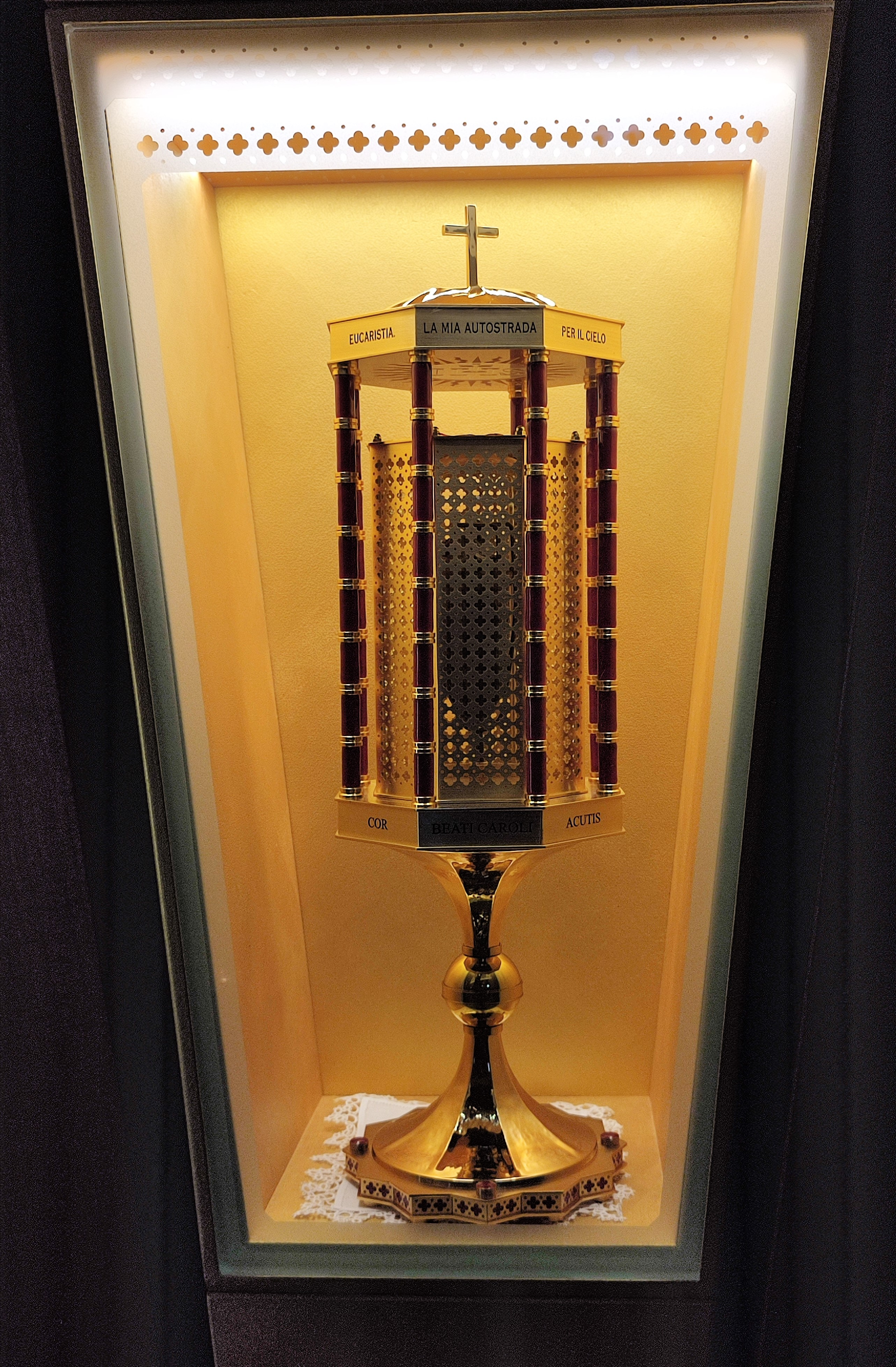
Thánh tích trái tim Carlo Acutis

Vào ngày 14 - 11 - 2019, Hội đồng Y khoa của Bộ Phong Thánh của Vatican đã bày tỏ quan điểm tích cực về một phép lạ ở Brazil được cho là nhờ sự chuyển cầu của Acutis.[1] [2] Luciana Vianna đã đưa con trai của mình, Mattheus, cậu bé sinh ra với khiếm khuyết tuyến tụy khiến việc ăn uống trở nên khó khăn, đến một buổi cầu nguyện. Trước đó, cô đã cầu nguyện tuần cửu nhật để xin sự chuyển cầu của cậu thiếu niên Acutis. Trong thời gian phục vụ, Mattheus đã yêu cầu anh không nên "nôn nhiều". Ngay sau buổi lễ, anh nói với mẹ rằng anh cảm thấy được chữa lành và xin đồ ăn đặc khi về nhà. Cho đến lúc đó, anh ấy đã thực hiện chế độ ăn kiêng hoàn toàn bằng chất lỏng.[3] [4] Sau một cuộc điều tra chi tiết, Đức Thánh Cha Phanxicô đã xác nhận tính xác thực của phép lạ trong một sắc lệnh vào ngày 21 - 02 - 2020, dẫn đến việc phong chân phước cho Acutis.
Vào ngày 14 - 11 - 2019, Hội đồng Y tế của Vatican thuộc Hội đồng các Thánh đã đưa ra ý kiến tích cực về một phép lạ tại Brazil được quy cho sự can thiệp của Acutis. Luciana Vianna đã đưa con trai mình, Mattheus, người sinh ra với khiếm khuyết tuyến tụy khiến việc ăn uống trở nên khó khăn, đến một buổi cầu nguyện. Trước đó, bà đã cầu nguyện một chuỗi 9 ngày xin sự can thiệp của Acutis. Trong buổi lễ, Mattheus đã cầu xin rằng mình không nên "ném ra nhiều". Ngay sau buổi lễ, cậu đã nói với mẹ rằng cậu cảm thấy mình được chữa lành và yêu cầu thực phẩm rắn khi về nhà. Cho đến lúc đó, cậu đã chỉ ăn toàn bộ thức uống. Sau khi tiến hành một cuộc điều tra chi tiết, Giáo hoàng Francis đã xác nhận tính xác thực của phép lạ trong một sắc lệnh vào ngày 21 - 02 - 2020, dẫn đến việc Acutis được phong thánh.
Trong vòng một tháng kể từ khi có sắc lệnh, lễ phong chân phước đã bị hoãn lại do đại dịch COVID-19 ở Ý, trong thời gian đó đất nước này bị phong tỏa. Nó được dời lại vào ngày 10 tháng 10 năm 2020 và được tổ chức tại Nhà thờ Thượng của Vương cung thánh đường Thánh Phanxicô Assisi ở Assisi, Ý, với Đức Hồng Y Agostino Vallini thay mặt Giáo hoàng chủ trì.[1] [2] Tính đến năm 2019, người đưa ra nguyên nhân cho Acutis là Nicola Gori.[3][4]
Chỉ một tháng sau sắc lệnh, buổi lễ phong thánh đã bị hoãn lại do đại dịch COVID-19 tại Italy, trong thời gian này đất nước bị phong tỏa. Nó được lên lịch lại vào ngày 10 - 10 - 2020 và diễn ra tại Nhà thờ Chính tòa của Thánh Francis ở Assisi, Italy, với Hồng y Agostino Vallini chủ trì thay mặt Giáo hoàng. Tính đến năm 2019, người đề xuất quy trình phong thánh cho Acutis là Nicola Gori.
Kể từ buổi lễ phong thánh vào ngày 10 - 10 - 2020, những đám đông thinh lặng đã lần lượt đi qua các di vật của vị thanh niên được phong thánh trong nhà thờ Santa Maria Maggiore, nơi từng là nhà thờ chính tòa của Assisi.

## Quá trình phong thánh
Vào ngày 23 - 05 - 2024, Đức Giáo Hoàng Phanxicô đã công nhận phép lạ thứ hai được quy cho sự chuyển cầu của Acutis và phê duyệt việc công bố phong thánh để hoàn tất quá trình làm cho cậu trở thành vị thánh thế hệ Millennials đầu tiên.
Phép lạ được cho là nhờ sự chuyển cầu của cậu đã xảy ra vào năm 2022, khi một người phụ nữ Costa Rica tên Valeria bị ngã xe đạp và bị xuất huyết não, các bác sĩ cho rằng cô có rất ít cơ hội sống sót. Mẹ của Valeria, bà Lilliana, đã cầu nguyện cho sự chuyển cầu của Acutis và đã viếng mộ cậu. Cùng ngày hôm đó, Valeria bắt đầu thở lai bình thường và có thể đi bộ vào ngày hôm sau, với tất cả các dấu hiệu của cơn xuất huyết đã biến mất.
Vào ngày 01 - 07 - 2024, Đức Giáo Hoàng Phanxicô đã chủ trì một cuộc Hội nghị thường niên các Hồng y, trong đó phê duyệt việc phong thánh cho 15 người, gồm có Chân phước Carlo Acutis.
Theo Giáo phận Assisi, Thánh lễ tuyên thánh cho Chân phước Carlo Acutis dự kiến sẽ diễn ra vào Chúa nhật, ngày 27 - 04 - 2025, lúc 10h30 sáng giờ địa phương tại Quảng trường Thánh Phêrô.

## Works cited
- Conquer, Will (2021). Carlo Acutis: A Millennial in Paradise. Sophia Institute Press. ISBN 9781644134849.